# Manduka
Alexandre Manuel Thiago de Mello, más conocido como Manduka (Petrópolis, 21 de febrero de 1952 - Río de Janeiro, 17 de octubre de 2004), fue un compositor, músico, poeta y artista brasileño. Fue un impulsor del rock nacional y la Nueva Canción Chilena, con un estilo que abarcaba desde el rock hasta el tropicalismo, y fue conocido por sus grabaciones con el grupo chileno Los Jaivas.

## Biografía

### Vida temprana
Manduka nació en Petrópolis, Río de Janeiro, hijo de la periodista Pomona Politis y el poeta amazónico Thiago de Mello. También era sobrino del músico Gaudêncio Thiago de Mello. A los 18 años, se mudó con su familia a Santiago de Chile, donde vivió cuatro años, huyendo de la dictadura militar en Brasil, cada vez más autoritaria y que atacaba a los intelectuales de izquierda.
En 1971, el cineasta Glauber Rocha lo invitó a actuar y componer para la película A Estrela do Sol. Aunque incompleta, la película abordó el tema del exilio, una realidad para muchos artistas brasileños en aquel entonces, incluyendo a Rocha y a Manduka. En Santiago, conoció a Geraldo Vandré, con quien compuso una serie de canciones. Una de estas, «Pátria Amada Idolatrada Salve-Salve», interpretada por Soledad Bravo, ganó el Festival de Aguadulce de 1972 en Lima, Perú. En 1972 también lanzó su primer LP, Manduka, con RCA Victor.
En 1973, en Chile, publicó el libro Los Burros Negros. Tras el golpe de Estado de 1973 contra el presidente Salvador Allende, se trasladó a Argentina, donde compuso la música para una adaptación de La tempestad junto a Augusto Boal. Posteriormente, se trasladó a Venezuela y visitó Europa, residiendo en Alemania, Francia y España. En Europa, publicó más libros y grabó los LP Manduka, Manduka e Naná Vasconcelos, Brasil , Caravana y Los sueños de América.

### Retorno a Brasil
En 1979, Manduka regresó a Brasil y lanzó el disco Los sueños de América con la banda chilena Los Jaivas. Al año siguiente, la canción "Quem Me Levará Sou Eu", que compuso con Dominguinhos e interpretó Raimundo Fagner, ganó en el Festival TV Tupi.
De 1978 a 1982, realizó una gira por Brasil como parte del Projeto Pixinguinha. Durante este tiempo, comenzó a dedicar más tiempo a las artes visuales. Compuso la música para el poema de su padre Amazônia, Pátria da Água, que apareció en una serie de Globo Repórter dirigida por Washington Novaes para Rede Globo. El espectáculo fue elegido como el mejor programa cultural latinoamericano de 1982 en Estados Unidos. Ese mismo año, fue elegido para representar a Brasil en una conferencia de músicos que tuvo lugar en Ciudad de México, junto a otros artistas relevantes de América Latina en ese momento como Mercedes Sosa, Omara Portuondo, Silvio Rodríguez y Pablo Milanés.
Luego vivió seis años en México, donde brindó asesoría cultural a la embajada de Brasil, publicó el libro La Pequeníssima História de La Musiquíssima Brasileña y ofreció una serie de conferencias para universidades mexicanas. Durante su estancia en México, expuso su obra Dibujos de Músico. En 1986, por invitación de Pablo Milanés, Manduka viajó a Cuba, donde grabó el LP Sétima Vida. Regresó a Brasil en 1988, donde compuso parte de la banda sonora de Inconfidência Mineira, también para Globo Repórter.

### Vida posterior
Entre 1990 y 1997, Manduka desarrolló "Conversas Brasileiras", un proyecto destinado a conectar a músicos, artistas, filósofos, deportistas, escritores y poetas con estudiantes universitarios de Brasilia y las regiones Norte y Nordeste de Brasil. Como parte de este proyecto, publicó el poemario De Algo Pro Vinho y lanzó el CD de edición limitada Terceira Asa con Telebrás. En esa época, también grabó un álbum de estudio con Dominguinhos que permanece inédito.
En 2002, escribió tres canciones para la banda sonora del documental Rocha Que Voa, dirigido por Eryk Rocha. También participó en la realización de las bandas sonoras de los documentales Se É Pra Dizer Adeus, dirigida por Ana Helena Nogueira, José Lins do Rêgo, dirigida por Vladimir Carvalho, y Glauber o Filme, Labirinto do Brasil, dirigida por Sílvio Tendler. Continuó participando de las conferencias de Conversas Brasileiras.

### Trabajo como artista visual
Como artista, Manduka realizó varias exposiciones e ilustró versiones de los libros O Povo Sabe o que Diz y De uma Vez por Todas de Thiago de Mello, Borges Na Luz de Jorge Luis Borges, y Grafitos nas Nuvens de Cassiano Nunes. De 1997 a 2001, trabajó intensamente con las artes plásticas y fue reconocido por artistas y críticos, entre ellos Ferreira Gullar. Creó estudios combinando su estilo artístico tradicional de tinta, lápices de colores y pastel con tecnología digital, con el objetivo de producir una exposición itinerante con grandes pancartas.

### Fallecimiento
Manduka murió por complicaciones cardiovasculares a los 52 años, el 17 de octubre de 2004, en Río de Janeiro.